# Зайцев Юрій Костянтинович
Зайцев Юрій Костянтинович (17 січня 1951 — 30 вересня 2022) — український важкоатлет.
Олімпійський чемпіон 1976 року в категорії до 110 кг.